# Skorno (Šmartno ob Paki, Slovenija)
Skorno je naselje u slovenskoj Općini Šmartnom ob Paki. Skorno se nalazi u pokrajini Štajerskoj i statističkoj regiji Savinjskoj. 

## Stanovništvo
Prema popisu stanovništva iz 2002. godine naselje je imalo 208 stanovnika.